# Platée
Platée är en fransk opera (comédie lyrique) i en prolog och tre akter med musik av Jean-Philippe Rameau och libretto av Adrien-Joseph Le Valois d'Orville efter Jacques Autreaus pjäs Platée ou Junon Jalouse .

## Historia
Operan skrevs för att fira bröllopet mellan kronprins Ludvig (son till Ludvig XV) och den spanska infantinnan Maria Teresia. Handlingen i operan kan tyckas illa vald då den handlar om ett äktenskap mellan guden Jupiter och en ful vattennymf. Men det till synes grymma innehållet är mer tydligt i texten än på scenen och Rameau gör vattennymfen sympatisk. På ett högre plan är operan en parodi på Opera seria då Rameau gör narr av dess stiliserade gester, språk och musik. Operan hade premiär den 31 mars 1745 på Slottet i Versailles och blev trots ämnesvalet en stor succé och sattes upp på nytt 1749.
Svensk premiär den 3 juni 1978 på Drottningholms slottsteater.

## Personer
- Thespis, skådespelare (haute-contre)
- Momus, satirens gud (basbaryton)
- Thalie, komedins musa (sopran)
- Amour, kärleken (sopran)
- En satyr (basbaryton)
- Vinskörderskor (sopraner)
- Cithéron, Kung av Berget (basbaryton)
- Mercure/ Mercurius, gudarnas budbärare (haute-contre)
- Platée, vattennymf som bor i ett träsk (haute-contre)
- Clarine, Platées tjänarinna (sopran)
- En najad (sopran)
- Jupiter, gudarnas konung (basbaryton)
- La Folie/ Glädjen (sopran)
- Junon/ Juno, Jupiters hustru (sopran)
- Iris (stum roll)

## Handling

### Prolog
Komedins födelse: Thespis smider ränker med Momus, Thalie och Amor för att lära dödliga och gudar en läxa.

### Akt I
Kung Cithéron går samman med Mercure för att bota Junon från hennes svartsjuka. Hennes make Jupiter är på väg att uppvakta den groteska träsknymfen Platée.

### Akt II
Jupiter byter skepnad till en åsna, ett moln och andra former i sin uppvaktning. Till sist uppenbarar han sig som sig själv med blixtar. Alltmer som uppvaktningen framskrider ber han om underhållning till Platées ära. Den sköts av Momus och Glädjen tillsammans med deras tjänare utklädda till barn och grekiska filosofer.

### Akt III
Nyheten når Junon och hon anländer förklädd till bröllopet. Platée anländer också till bröllopet, men starkt maskerad. Hon åker i en kärra dragen av grodor. Momus kommer som Amor med en enorm pilbåge. Jupiter ska just avge sina löften då Junon sveper in och drar av Platée masken. Junons svartsjuka visar sig då vara oberättigad. Utskämd av hela sällskapet drar sig Platée tillbaka till träsket.